# El Castellar
El Castellar è un comune spagnolo di 87 abitanti situato nella comunità autonoma dell'Aragona.